# Kathleen Munroe
Kathleen Marie Sammon Munroe (Hamilton (Ontario), 9 april 1982) is een Canadese actrice.

## Biografie
Munroe studeerde af in film aan de Universiteit van Toronto in Toronto.
Munroe begon in 2001 met acteren in de film Dying to Dance, waarna zij nog meerdere rollen speelde in films en televisieseries. 
Munroe woont nu in Los Angeles, naast Engels spreekt zij ook vloeiend Frans.

## Filmografie

### Films
Uitgezonderd korte films.
- 2020 A Perfect Plan - als Kate
- 2019 Elsewhere - als Lydia
- 2019 The Car: Road to Revenge - als Daria
- 2018 Knuckleball - als Mary
- 2018 Birdland - als Sheila Hood
- 2016 The Void - als Allison Fraser
- 2016 A Family Man - als Toni
- 2015 Love Is a Four-Letter Word - als Sarah
- 2014 Clementine - als Lydia
- 2010 The Wild Girl - als Margaret Hawkins
- 2009 Survival of the Dead - als Janet / Jane O'Flynn
- 2009 Let Him Be - als Kathleen Joyce
- 2008 Accidental Friendship - als Tami Baumann
- 2008 Cutting for Stone - als Lexua
- 2007 Suspect - als rechercheur Mary Grosz
- 2005 The White Dog Sacrifice - als Kim
- 2005 Ice Age Columbus: Who Were the First Americans? - als Zia
- 2004 Eternal - als Connie
- 2003 111 Gramercy Park - als Elizabeth
- 2003 Family Curse - als Gina
- 2002 Drummer Boy - als Lexus
- 2002 Last Call - als Scottie
- 2001 Dying to Dance - als ??

### Televisieseries
Uitgezonderd eenmalige gastrollen.
- 2023 Law & Order: Organized Crime - als D.A. Rika Harold - 2 afl.
- 2020-2021 FBI - als Rina Trenholm - 8 afl.
- 2015-2018 Patriot - als Alice Tavner - 18 afl.
- 2018 Strangers - als Mari - 4 afl.
- 2014-2015 Resurrection - als Rachael Braidwood - 16 afl.
- 2010-2013 Call Me Fitz - als Ali Devon - 33 afl.
- 2008-2012 CSI: NY - als Samantha Flack - 4 afl.
- 2011-2012 Alphas - als Danielle Rosen - 8 afl.
- 2010-2011 Haven - als FBI agente Audrey Parker - 4 afl.
- 2010-2011 Stargate Universe - als Amanda Perry - 4 afl.
- 2007 Durham County - als Nathalie Lacroix - 6 afl.
- 2005-2006 Beautiful People - als Annabelle Banks - 15 afl.

- Biblioteca Nacional de España: XX5039928
- Bibliothèque nationale de France: cb162488605 (data)
- International Standard Name Identifier: 0000 0001 0829 673X
- Library of Congress Control Number: no2010198674
- Système universitaire de documentation: 166666254
- Virtual International Authority File: 160782885
- WorldCat: E39PBJpTYQGq4bTMF8F8cYm8G3